# Jaime Fernández Fernández
Jaime Fernández Fernández (León, 27 de enero de 1997) es un jugador de balonmano español que juega de extremo izquierdo en el Montpellier Handball de la Liqui Moly Starligue. Es internacional con la selección de balonmano de España, con la que debutó el 24 de octubre de 2019, en un partido amistoso frente a la selección de balonmano de Polonia.
En la temporada 2019-20 se proclamó MVP de la Liga Asobal.

## Clubes
| Club                 | País     | Año         |
| -------------------- | -------- | ----------- |
| Ademar León          | España   | 2017 - 2022 |
| HSG Nordhorn Lingen  | Alemania | 2022 - 2023 |
| Montpellier Handball | Francia  | 2023 - Act. |